# Білоконь Юрій Миколайович
Білоко́нь Ю́рій Микола́йович (нар. 20 лютого 1950, Дніпропетровськ — 28 червня 2009) — український архітектор, доктор архітектури (з 2003 року), професор (з 2005 року). Директор Українського державного науково-дослідного інституту проектування міст «Діпромісто» (1993—2009 роки). Член Національної спілки архітекторів України, Народний архітектор України (2006).

## Біографічні відомості
Народився 20 лютого 1950 року у Дніпропетровську. 1972 року закінчив Дніпропетровський інженерно-будівельний інститут, архітектор.
У 1972–1986 роках — архітектор, головний архітектор проектів, керівник архітектурної майстерні інституту «Київпроект». З 1986 року головний архітектор, з 1993 року — директор Українського державного науково-дослідного інституту проектування міст «Діпромісто».
У 2000 році захистив кандидатську дисертцію на тему «Принципи планування організації транскордонних територій України» (автореферат дисертації), а в 2003 році дисертацію на здобуття вченого ступеня доктора архітектури на тему «Еволюційні тенденції в теорії та методології регіонального планування».
Помер у 2009 році. Похований на Байковому кладовищі (ділянка № 33).
26 жовтня 2010 року розпорядженням Кабінету Міністрів України ім'я Ю. М. Білоконя було присвоєне Українському державному науково-дослідному інституту проектування міст «Діпромісто».

## Діяльність
Діяльність Юрія Миколайовича була широка та багатогранна — як талановитий архітектор, що однаково добре розумів проблеми і планувального, і об'ємного проектування, він зробив багато для удосконалення та розвитку галузі планування територій і архітектури. Під його керівництвом виконувалися такі значущі для України роботи, як Генеральна схема планування території України, схеми планування Автономної Республіки Крим та низки областей, проект планування приміської зони м. Києва, генеральні плани Харкова, Дніпропетровська, Великої Ялти, Євпаторії, Маріуполя, Ужгорода, Херсону та багатьох інших міст, генеральний план Національного комплексу «Експоцентр України», реконструкція Одеського оперного театру, спорудження комплексу посольства Республіки Білорусь в Україні тощо.

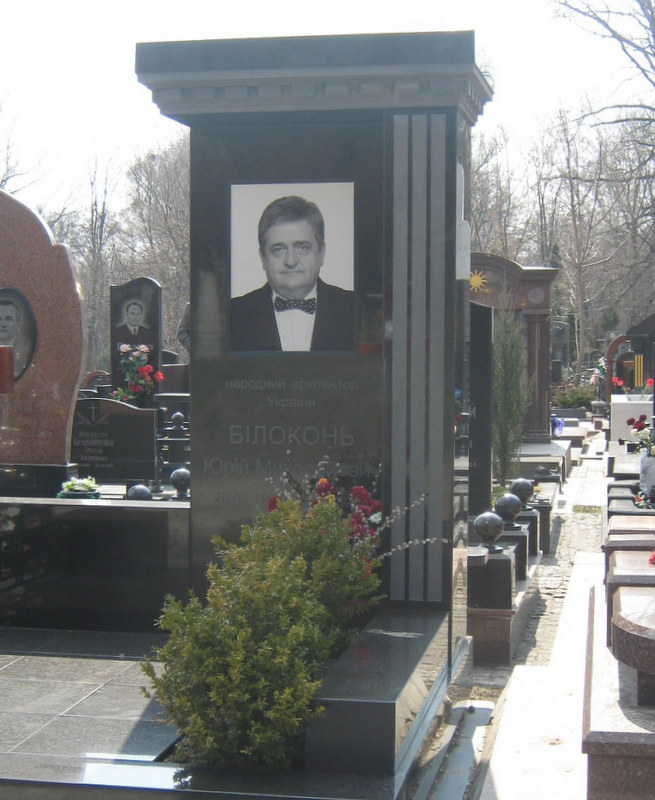
Могила Юрія Білоконя

Юрій Миколайович став одним з ініціаторів містобудівного проектування транскордонних регіонів та розробником його методологічних основ. Під його керівництвом колективом інституту «Діпромісто» розроблялися спільні проекти містобудівного розвитку транскордонних регіонів Україна-Словаччина, Україна-Польща, Україна-Білорусь. Закладені Юрієм Миколайовичем методологічні засади транскордонних проектів, зокрема, ідея про біполярні зв'язки, були надалі застосовані та розвинуті в подальшій співпраці в польськими, словацькими, угорськими та румунськими колегами у сфері планування територіального розвитку.

## Споруди
- Спортивний комплекс педагогічного інституту в Києві (1984).
- Навчально-бібліотечний комплекс автодорожнього інституту в Києві (1987).
- Культурно-економічний центр в Москві (1988).
- План реконструкції площі Данте в Генуї (1989).

## Друковані праці
Автор 35-ти друкованих праць, серед них шість монографій:
- «Територіальне планування в Україні: європейські засади та національний досвід», Київ, Логос, 2009;
- «Наука і творчість в архітектурі», Київ, Логос, 2006;
- «Регіональне планування. Теорія і практика», 2003;
- «Управління розвитком територій (Планувальні аспекти)», 2002;
- «Функція та структура форми в регіональному плануванні», 2002;
- «Транскордонні території України (Проблеми розвитку)», 1999).

Серії навчальних посібників з грифом Міністерства освіти та науки України (спеціальність «містобудування»: «Регіональне планування. Сутність та значення», «Проблеми містобудівного розвитку територій», «Типологія містобудівних об'єктів»).

## Нагороди та відзнаки
- Орден «За заслуги» III ст. (2 вересня 2000) — за вагомі досягнення у професійній діяльності, багаторічну сумлінну працю[3]
- Народний архітектор України (20 січня 2006) — за заслуги у державному будівництві, вагомі трудові здобутки, особистий внесок у соціально-економічний розвиток столиці України та з нагоди Дня Соборності України[4]
- Заслужений архітектор України (26 лютого 1998) — за вагомі досягнення в праці, високий професіоналізм[5]
- Державна премія України в галузі архітектури 2003 року — за розроблення Генеральної схеми планування території України (у складі колективу)[6]
- Державна премія України по архітектурі 1994 року — за зведену схему районного планування України (у складі колективу)[7]
- Почесна грамота Кабінету Міністрів України (21 лютого 2000) — за вагомий внесок у розвиток містобудування, високий професіоналізм та з нагоди 50-річчя від дня народження[8]
- Нагороджений орденом «Святий князь Володимир» IV ступеня, нагрудним знаком «Знак пошани» (2003)[9].